# 1997 RK3
1997 RK3 är en asteroid i huvudbältet som upptäcktes den 3 september 1997 av Beijing Schmidt CCD Asteroid Program vid Xinglong-observatoriet.
Asteroiden har en diameter på ungefär 3 kilometer och den tillhör asteroidgruppen Vesta.